# Bandera de les Illes Verges Nord-americanes
La bandera de les Illes Verges Nord-americanes, un territori ultramarí sota dependència dels Estats Units d'Amèrica, és un camp de color blanc on hi apareixen les inicials del territori: "V" "I" en color blau, en el centre, l'àguila nord-americà representada en groc amb l'escut de les barres i les estrelles dels Estats Units; en la seva urpa dreta sosté una branca de llorer i en l'esquerra subjecta un grapat de tres fletxes blaves. A més, els colors de la bandera són: groc, el que representa diverses característiques del territori i les flors en groc, els verds que simbolitzen turons, i blanc que representen els núvols i per acabar els blaus, que representen les aigües.

## Història
El concepte o la idea d'una bandera de les Illes Verges dels EUA va començar amb l'administració de l'almirall Summer Ely Kitelle Whitmore, qui va ser juramentat com a governador de les illes el 26 d'abril de 1921. Es va apropar a Mr White, capità del GRIB, i Sparks Percival Wilson, i els va demanar suggeriments per a un disseny de la bandera. Sparks, un caricaturista, va dibuixar un disseny en paper. Després Sparks va transferir el material de cotó gruixut, i després li va demanar a la seva esposa Grace i la seva germana Blanche José que brodessin el disseny.